# フェルナンド・セレーナ
フェルナンド・ロドリゲス・セレーナ（スペイン語: Fernando Rodríguez Serena, 1941年1月28日 - 2018年10月15日）は、スペイン・マドリード出身の元サッカー選手。現役時代のポジションはFW。

## 経歴
マドリードに生まれ、レアル・マドリードの下部組織で育った。1961年から1963年にはCAオサスナにレンタル移籍し、1961年9月3日のRCDエスパニョール戦でプリメーラ・ディビシオンデビューし、2週間後のアトレティコ・マドリード戦でプリメーラ・ディビシオン初得点を挙げている。1963年1月9日、フランス代表との親善試合でスペイン代表デビューした。スペイン代表歴はこの1試合のみである。
1963年夏にレアル・マドリードに復帰すると、1963-64シーズンからの5シーズンで計4度のリーグ優勝を果たし、1965-66シーズンにはヨーロピアン・カップでも優勝した。ヨーロピアン・カップの優勝メンバーにはアントニオ・ベタンコルト、イグナシオ・ソコ、フランシスコ・ヘント、アマンシオ・アマロなどがいる。セレーナはどのシーズンも準レギュラーという扱いだった。
1968年からはエルチェCFで2シーズンプレー。1970年からはセグンダ・ディビシオンのUEサン・アンドレウで5シーズンプレーし、1976年に現役引退した。現役引退後にはナバーラ州パンプローナに居住し、妻との間に2人の子どもを儲けた。2018年10月15日にパンプローナにて死去した。77歳だった。

## 所属クラブ
- 1960-1961  プルス・ウルトラ
- 1961-1968  レアル・マドリード

1961-1963 → CAオサスナ（レンタル移籍）
- 1968-1970  エルチェCF
- 1970-1976  UEサン・アンドレウ

## タイトル

### クラブ
レアル・マドリード
- プリメーラ・ディビシオン : 4回 (1963-64, 1964-65, 1966-67, 1967-68)
- ヨーロピアンカップ : 1回 (1965-66)